# Andrea Bellati
Andrea Bellati (Mendrisio, 29 de maig de 1965) va ser un ciclista suís que s'especialitzà amb el ciclisme en pista concretament en Mig Fons. Va guanyar una medalla de bronze al Campionat del món amateur de l'especialitat.

## Palmarès
- 1987
  -  Campió de Suïssa amateur de mig fons
- 1988
  -  Campió de Suïssa amateur de mig fons
- 1989
  -  Campió de Suïssa amateur de mig fons
- 1990
  -  Campió de Suïssa amateur de mig fons